# 諾克斯縣 (肯塔基州)
諾克斯县（英語：Knox County）是美國肯塔基州東南部的一個縣。面積1,004平方公里。根據美國2000年人口普查，共有人口31,795人。縣治巴伯維爾 (Barbourville)。
成立於1799年12月19日，縣政府成立於1800年6月1日。縣名是紀念美國首任亨利·諾克斯 。本縣是一個禁酒的縣。